# Schnellbomberträger
Schnellbomberträger – kryptonim projektu lotniczego firmy Daimler-Benz z czasów II wojny światowej. 
Pod nazwą Schnellbomberträger opracowywano serię samolotów bombowych dalekiego zasięgu: Projekt A, Projekt B, Projekt C, Projekt D, Projekt E i Projekt F. Modele te zostały zaprojektowane w charakterze nosicieli do przenoszenia pod skrzydłami i kadłubem niewielkich samolotów odrzutowych do misji o charakterze samobójczym.
Schnellbomberträger nie wyszedł poza fazę prac projektowych i badawczych.